# 6165 Frolova
A 6165 Frolova (ideiglenes jelöléssel 1978 PD3) a Naprendszer kisbolygóövében található aszteroida. Nyikolaj Sztyepanovics Csernih fedezte fel 1978. augusztus 8-án.